# Leggadina
Leggadina — рід гризунів з Австралії.

## Морфологічні характеристики
Це дуже малі миші Старого Світу. Вони досягають довжини голови й тулуба від 6 до 10 сантиметрів, а хвіст помітно короткий — від 4 до 7 сантиметрів. Вага тварин 15–25 грамів. Хутро грубе, на спині від жовто-коричневого до коричневого, на животі біле. Голова широка, морда тупа, вуха короткі й широкі.

## Спосіб життя
Вони населяють сухі райони, такі як савани та чагарники в північній і центральній Австралії. Вони ведуть нічний спосіб життя, а вдень сплять у земляних норах, у яких будують гнізда з трави. Їхній раціон складається з насіння та зелених частин рослин.

## Види
- Leggadina forresti Thomas, 1906
- Leggadina lakedownensis Watts, 1976